# Gilles Bosquet
Gilles Marcel Bosquet (Reims, 14 de julio de 1974) es un deportista francés que compitió en remo.
Participó en dos Juegos Olímpicos de Verano, obteniendo una medalla de plata en Atlanta 1996, en la prueba de cuatro sin timonel, y el séptimo lugar en Sídney 2000, en la misma prueba.
Ganó tres medallas en el Campeonato Mundial de Remo entre los años 1997 y 2001.

## Palmarés internacional
| Juegos Olímpicos   | Juegos Olímpicos         | Juegos Olímpicos | Juegos Olímpicos   |
| Año                | Lugar                    | Medalla          | Prueba             |
| ------------------ | ------------------------ | ---------------- | ------------------ |
| 1996               | Atlanta (Estados Unidos) | Medalla de plata | Cuatro sin timonel |
| Campeonato Mundial |                          |                  |                    |
| Año                | Lugar                    | Medalla          | Prueba             |
| 1997               | Aiguebelette (Francia)   | Medalla de plata | Cuatro sin timonel |
| 1998               | Colonia (Alemania)       | Medalla de plata | Cuatro sin timonel |
| 2001               | Lucerna (Suiza)          | Medalla de oro   | Cuatro con timonel |